# Roccapalumba
Roccapalumba ist eine Stadt der Metropolitanstadt Palermo in der Region Sizilien in Italien mit 2177 Einwohnern (Stand 31. Dezember 2023).

## Lage und Daten
Roccapalumba liegt 68 km südöstlich von Palermo. Die Einwohner arbeiten hauptsächlich in der Landwirtschaft.
Die Nachbargemeinden sind Alia, Caccamo, Castronovo di Sicilia, Lercara Friddi und Vicari.

## Geschichte
Auf dem Gebiet des heutigen Ortes siedelten seit 1637 Menschen. Als Ort wurde er im 18. Jahrhundert anerkannt.

## Sehenswürdigkeiten
- Pfarrkirche, erbaut im 17. Jahrhundert und nach einem Erdbeben 1823 komplett neu aufgebaut.